# Los muertos no se tocan, nene
Los muertos no se tocan, nene es una película cómica española de 2011 dirigida por José Luis García Sánchez. 

## Historia
La película está basada en la obra homónima de Rafael Azcona y que completa la trilogía de El pisito y El cochecito, iniciada en 1958, y que no pudo llegar al cine en su momento porque la censura no se lo permitió. El cineasta José Luis García Sánchez y David Trueba, en colaboración con Bernardo Sánchez, retomaron el proyecto.

## Reparto
| Intérprete                  | Personaje       |
| --------------------------- | --------------- |
| Silvia Marsó                | Doña Luisa      |
| Carlos Iglesias             | Don Pablo       |
| Mariola Fuentes             | Abelarda        |
| Blanca Romero               | Clara           |
| Carlos Álvarez-Nóvoa        | Don Mariano     |
| Álex Angulo                 | Iñaqui Mari     |
| Pepe Quero                  | Manoliño        |
| Airas Bispo                 | Fabianito       |
| Priscilla Delgado           | Lolín           |
| Teo Planell                 | Marianín        |
| Fernando Chinarro           | Don Ildefonso   |
| Luis Bermejo                | Mendigo         |
| Juan Jesús Valverde         | Alcalde         |
| Carlos Larrañaga            | Doctor Salamoya |
| Javier Godino               | Antenista       |
| María Galiana               | Doña Ramona     |
| Tina Sainz                  | Portera         |
| Julia de Blas               | Elenita         |
| Laurentino Rodriguez Florez | Don Fabian      |
| Isabel Friera               | Doña Presen     |
| Roberto Bodegas             | Don Abdon       |
| Fernando Gil Torner         | Padre Amelgo    |
| Juan Polanco                | Empleado 1      |
| Maxi Rodríguez              | Empleado 2      |
| Mariano Moracia             | Honorio         |
| Pedro Mari Azofra           | Arbejas         |
| Pedro Civera                |                 |
| Mary Paz Pondal             |                 |
| Pedro Ernesto Llaneza       | Bermúdez        |
| Félix Corcuera              | Cabo Sánchez    |
| Mariluz Portoles            | Madre Elenita   |
| Alberto Vidal               | Cura            |
| Cipriano Lodosa             | Empleado 3      |